# Linda Saif
Linda Saif é uma microbiologista estadunidense, professora da Universidade Estadual de Ohio. Em 2015 tornou-se a primeira mulher a receber o Prêmio Wolf de Agronomia, por suas pesquisas sobre virologia e imunologia.
Saif é bolsista do Programa Fulbright, eleita membro da Academia Nacional de Ciências dos Estados Unidos.
Saif é casada com o biologista Mo Saif.